# Junji Nishikawa
Pour les articles homonymes, voir Nishikawa (homonymie).
Junji Nishikawa (西川 潤之, Nishikawa Junji) est un footballeur japonais né le 29 juin 1907. Il évoluait au poste de gardien de but.

## Carrière
Junji Nishikawa, joueur de l'équipe de football de l'Université Hōsei, compte deux sélections en équipe nationale japonaise. Il joue les 27 et 29 août 1927 contre la Chine (défaite 5-1) et les Philippines (défaite 2-1) lors des Jeux de l'Extrême-Orient.